# 掃部司
掃部司（そうぶし・かにもりのつかさ）は、律令制において大蔵省に属する役所の1つ。宮中の掃除や設営のことをつかさどった。

## 沿革・職掌
朝廷の諸行事の敷物類の管理や設営、清掃などを担当。具体的には、薦（こも）や席（むしろ）・牀（とこ）・簀（すのこ）・苫（とま）のことと、舗設・洒掃（水をそそぎ清掃すること）などを職掌とした。『令集解』によると、茨田葦原で藺草などを栽培し、薦や席の材料にしたことが記されており、また舗設については、『延喜式』掃部寮に詳述されている。『養老令』に規定されている構成は、正（かみ）1名、佑（すけ）1名、令史（さかん）1名。そのほか伴部の掃部が10名、使部6名、直丁１名、駆使丁20名であった。弘仁11年（820年）閏1月5日に職掌の同じ宮内省内掃部司と統合されて、宮内省掃部寮が成立した。